# 塞迦

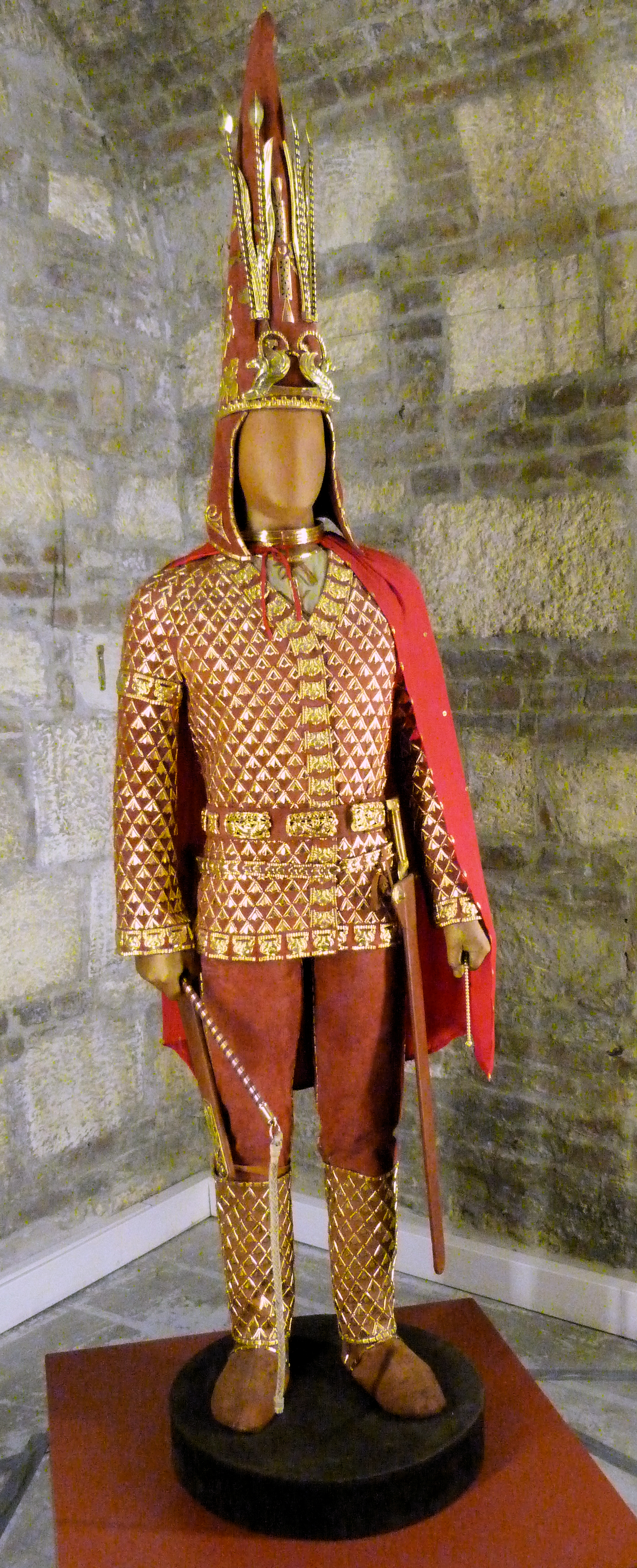
塞迦人戰甲

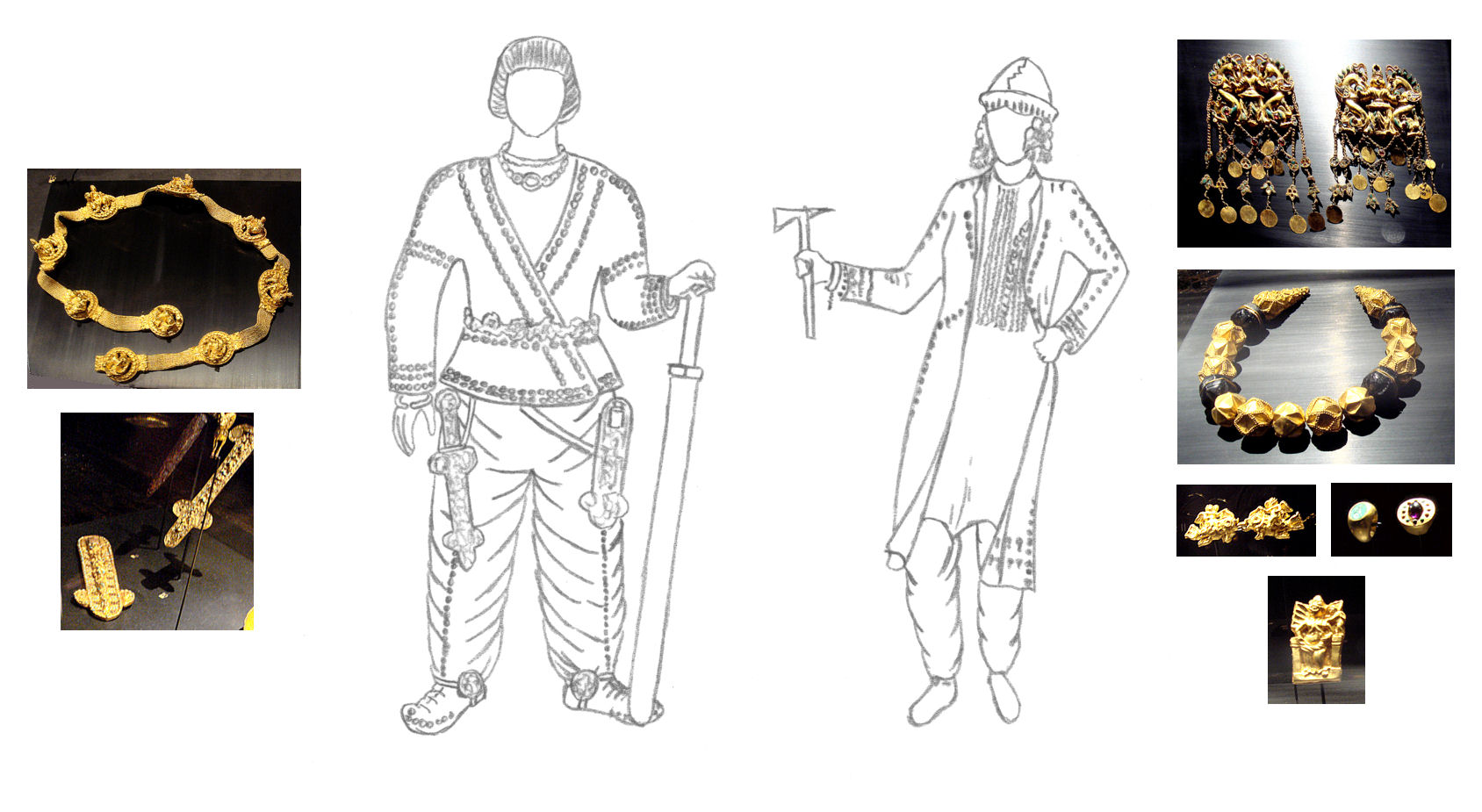
黃金飾品

塞迦人（羅馬化：Sakā；佉盧體：𐨯𐨐 Saka；婆羅米體：  Śaka，羅馬化：Śaka，Śāka，羅馬化：Sákai；中文：塞，上古漢語：*Sək；  古埃及語：sk、sꜣg），又稱塞種人、塞人、塞族，起源自伊朗高原的斯基泰人部落。古代著名的游牧戰士，在大草原中漫遊，其領土約在今天的哈薩克斯坦地區。

## 歷史

### 希腊、罗马文献
波斯阿契美尼德王朝時代留下的贝希斯敦铭文中稱他們為塞迦（Seka）。希羅多德在《歷史》中宣稱，波斯把所有的斯基泰人部落都稱為塞迦。但根據老普林尼的著作，只有居近在“最靠近波斯帝國邊境”的斯基泰人部落才被波斯人稱為塞迦。近代西方史學家一般相信他們起源自斯基泰人。

### 中国文献
據《漢書》記載，烏孫國之地本是塞人居住地，其後因被大月氏擊敗，而移居到罽賓、休循、捐毒等地，而其部族分散于南部的数国，大致今吉尔吉斯斯坦、塔吉克斯坦、阿富汗、巴基斯坦以及伊朗东部，其塞王居南方统治罽賓（阿富汗、巴基斯坦），而大月氏则位于西方统治大夏。一部分地区被称为錫斯坦（塞迦斯坦）。其后烏孫击走大月氏占领塞族居住地，《漢書》记载此后烏孫部落中也含有塞族和大月氏。大月氏和烏孫两个部落在西迁建国之前，最早居住在今甘肃西部和新疆东部。
東漢荀濟引用《漢書》，認為塞種起源自允姓之戎，即釋種。

## 現代研究
饒宗頤與楊憲益皆主張塞種即允姓之戎。余太山認為，月氏與塞種的先祖為允姓之戎。允姓之戎起源自少昊之後，由若水移居至伊洛之間，逐步西遷，後建立貴霜王朝與月氏等。在考古人類學上，月氏與塞種皆具有原始印歐人血統。基於允姓之戎與塞種的研究，他進而推測，與允姓之戎一樣，所有源自黃帝的氏族，如陶唐氏、有虞氏、少昊等，皆可能帶有原始印歐人血統。

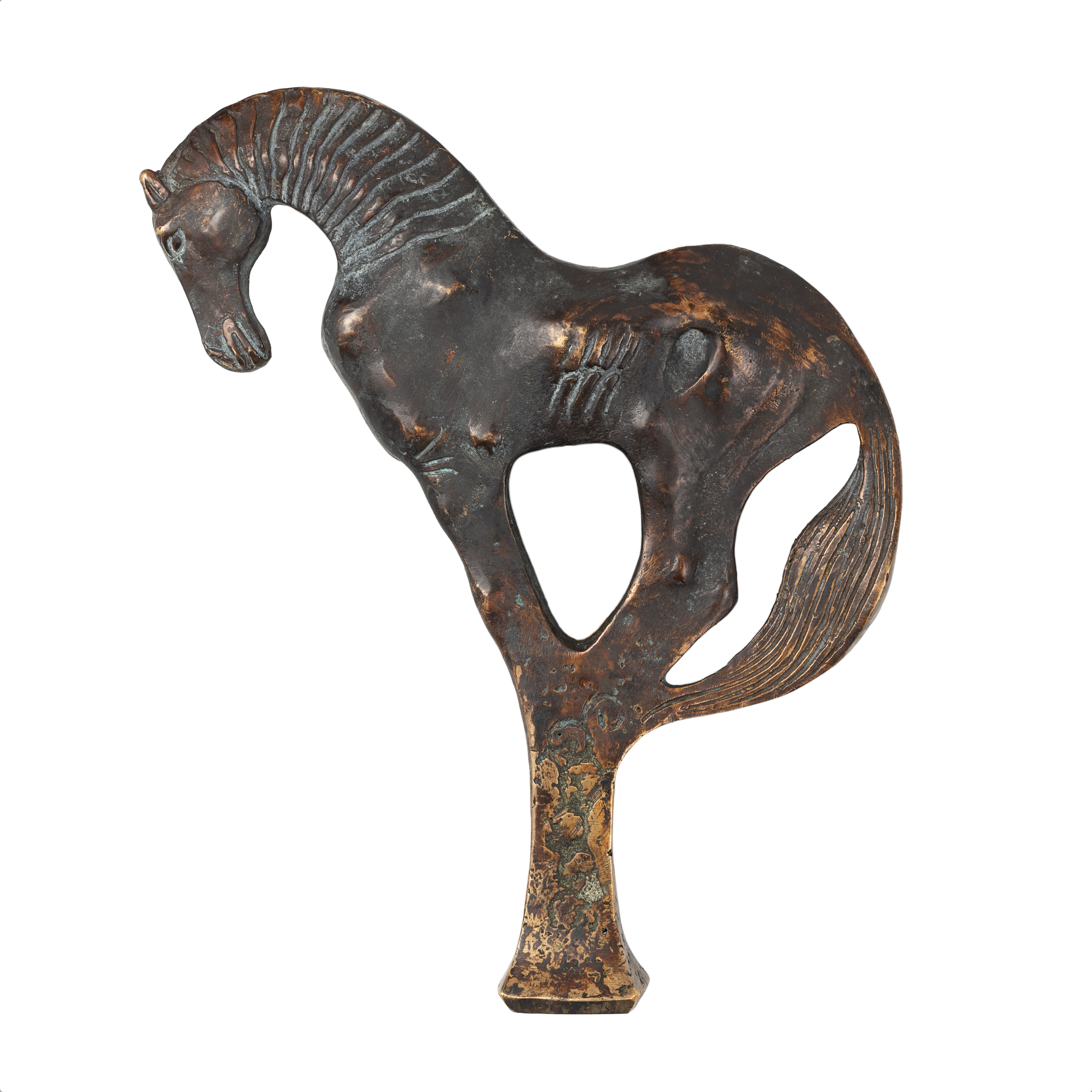
天马是一种带有立马的青铜礼器顶饰，由萨迦人在公元前4世纪至1世纪之间创造。

日本東京大學學者植田信太郎與中國社科研究院學者王麗組成的中日聯合研究團隊，在2000年發布的研究報告，比較在中國山東省發掘的古代遺體，發現在戰國時期中期以前的山東人，在遺傳基因上與歐洲人接近，有印歐人的特徵；西漢末年以前的山東人則接近於中亞地區的維吾爾人與吉爾吉斯人。現代山東人則與東亞的日本人與韓國人基因接近。
然而上述結論受到韩康信、尚虹的質疑，指出根據考古學研究，古代印歐人種東進的地理介限位於新疆東部至甘肅西部之間，在此以東的地區並沒有發現具有印歐人種型態的類群，後來姚永刚和张亚平重新研究植田信太郎的同一批數據，發現遺傳基因均屬於東亞人種。
曾憲法認為塞种人起源於克里米亞半島與黑海北岸，於公元前2000年至公元前1000年間東擴至羅布泊。

## 註解
1. ↑  | s | sk | k · xAst |
2. ↑  | Aa18 | g · xAst |